# 馬黎
馬黎（ば れい、朝鮮語: 마려、マ リョ）は、百済の建国時（紀元前後）に諸王に仕えた重臣。朝鮮の氏族の長興馬氏と木川馬氏の始祖である。
中国殷王朝人の馬浣は、学識と徳の高い君子であり、紂王の暴政を戒めて隱居したが、殷王朝滅亡後に箕子とともに朝鮮に入朝した。
馬黎はその子孫であり、温祚王の建国元勳、左輔の官職を務めるなど百済の建国に大きな役割を果たした。
その後、馬斯良県を領地として下賜された。